# 小川長資
小川 長資（おがわ ながすけ、？ - 天文20年8月8日（1551年9月8日））は、戦国時代の越後国の国人領主。本庄時長の子で同族の小川長基（「小河」とも）の養子となった。
初め、兄の本庄房長とともに越後守護・上杉定実に仕えていたが、兄が対立する中条藤資が進めた定実と伊達実元の養子縁組に反対して大宝寺晴時とともに挙兵すると秘かに定実・藤資に通じて、房長が出陣をして留守となっていた居城・本庄城を鮎川清長とともに占拠した。報せを聞いた房長は帰還中に急死、やむなく本庄氏の家臣団は房長の死の直後に生まれた嫡男・千代猪丸（後の本庄繁長）を当主とする代わりに長資をその陣代（後見人）として当主の代行を行うことを認めた。
定実の養子縁組が破談となると、長資は守護代長尾氏の後継者に長尾景虎（後の上杉謙信）を擁立する動きに加担した。だが、景虎が当主となると、長資はその支援を背景に当主である繁長を蔑ろにし始めた。一方、繁長も父の死の原因を作り長尾氏に従属した長資に深い恨みを抱いていた。
天文20年（1551年）、当主・繁長の名で主催した房長の13回忌に参列した長資は繁長の配下の兵に囲まれて囚われの身になる。13歳になっていた繁長は当主の実権を取り戻すとともに長資に切腹を命じた。長資の死により小川家は滅亡したと考えられるが、小川の家臣の中にはその後本庄家に取り込まれ家臣として遇された者もいるようである。